# Mortician
Mortician est un groupe de deathgrind et brutal death metal américain, originaire de Yonkers, à New York.

## Biographie
Mortician est formé en 1989 sous le nom de Casket. Le nom du groupe est ensuite changé la même année pour Mortician près l'écriture de leur premier chanson, Mortician. En 1991, le groupe recrute Roger J. Beaujard en tant que nouveau guitariste. Ils signent ensemble au label Relapse Records et publient l'EP Mortal Massacre. Le batteur Matt Sicher est renvoyé du groupe à cause de sa trop grande consommation de drogues : il en mourra en 1994. Il est remplacé par une boite à rythmes jusqu'en 2003. Après plusieurs années problématiques, le groupe publie enfin son premier album studio, Hacked Up for Barbecue, en 1995. En août 2003, Sam Inzerra endosse le rôle de batteur. 
En 2005, le chanteur Will Rahmer est appréhendé et emprisonné par la police polonaise après avoir menacé un conducteur de taxi avec un couteau après la performance du groupe au Zielona Gora le samedi 13 novembre,. Après sa sortie de prison en janvier 2006, le chanteur s'explique via un communiqué sur Myspace.
En mai 2008, le groupe annonce la sortie de son premier DVD. Ils annonçaient aussi un split CD avec le groupe de gore/grind polonais Dead Infection, mais il est plus tard annulé.

## Membres

### Membres actuels
- Will Rahmer - basse, chant (depuis 1989)[1]
- Roger J. Beaujard - guitare (depuis 1991), programmations (depuis 1992)[1]

### Anciens membres
- Desmond Tolhurst - basse, guitare (1997-1999)[1]
- Ron Kachnic - guitare[1]
- Matt M. - guitare[1]
- Matt Harshner - guitare[1]
- Matt Sicher - batterie (1989-1991, décédé en 1994)[1]
- John McEntee - guitare (1990)[1]

## Discographie
- 1990 : Brutally Mutilated (EP)
- 1991 : Mortal Massacre (EP)
- 1994 : House by the Cemetery (single)
- 1995 : House by the Cemetery (EP)
- 1996 : Hacked Up for Barbecue
- 1998 : Zombie Apocalypse (EP)
- 1999 : Chainsaw Dismemberment
- 2001 : Domain of Death
- 2002 : The Final Bloodbath Session (best-of/compilation)
- 2002 : Darkest Day of Horror Tour Edition (single)
- 2003 : Darkest Day of Horror
- 2004 : Living Dead (split)
- 2004 : Re-Animated Dead Flesh
- 2004 : Zombie Massacre (live)
- 2007 : Yonkers Death - Unreleased Death Metal Comp from 1991
- 2016 : From the Casket (compilation)